# Campo Grande AC

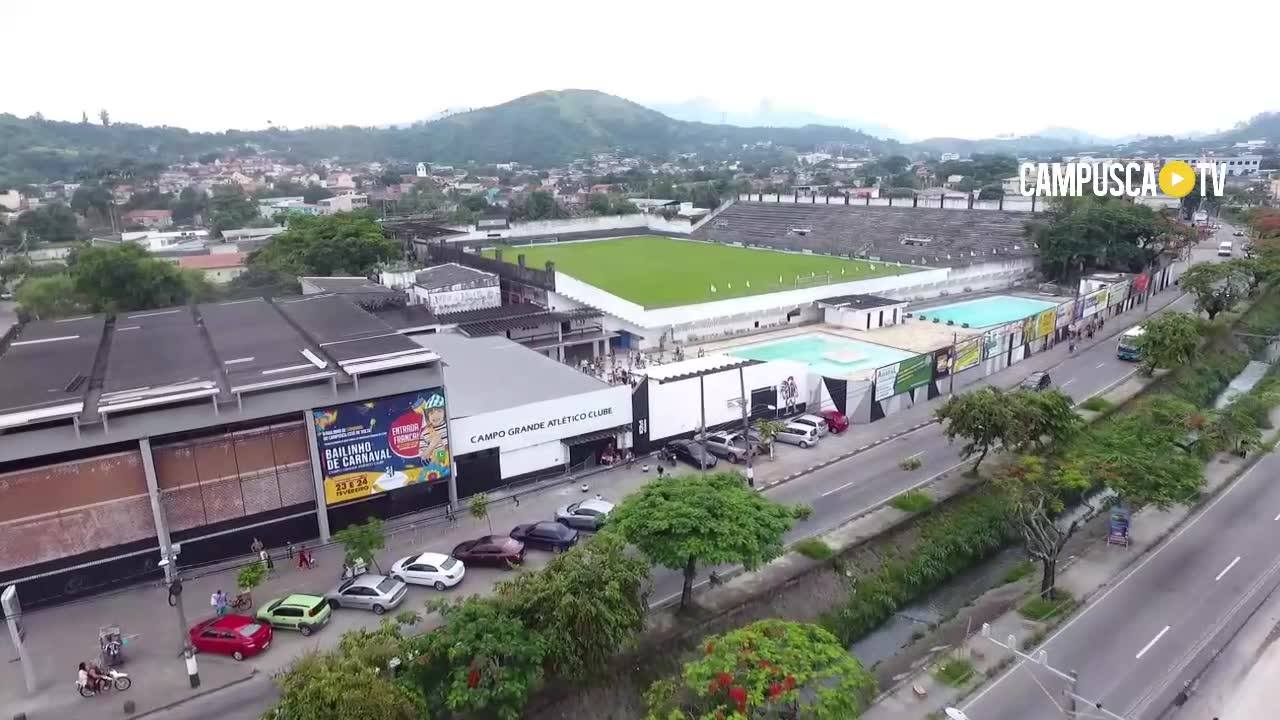
Klubsitz

Der Campo Grande Atlético Clube ist ein Fußballverein aus Rio de Janeiro, im brasilianischen Bundesstaat Rio de Janeiro.

## Geschichte
Bereits 1920 war ein Klub Namens Campo Grande Atlético Clube in Barrio in der Zona Oeste (Rio de Janeiro) durch Fusionierung zwei Klubs entstanden. Die fusionierenden Klubs waren zum einen der 1908 vor Ort gegründete Campo Grande Football Club sowie der Paladino Foot-Ball Club. Der Campo Grande FC wurde am 19. Mai 1908 gegründet. Dieser nahm an Spielen der Stadtmeisterschaften teil. Der Zweite war der Paladino Foot-Ball Club. Dieser trat 1915 und 1916 in der dritten Liga der Staatsmeisterschaft von Rio de Janeiro sowie 1917 in der zweiten Liga der Liga Metropolitana de Desportos Terrestres (LMDT). 1919 zog der Klub nach Campo Grande und trat noch in der dritten Liga an. Im Folgejahr kam am 22. Februar der Zusammenschluss mit dem Campo Grande FC unter dem Namen Campo Grande Atlético Clube. Als dieser trat man bis 1929 in Ligen Staatsmeisterschaft an. Kurz danach stellte der Klub seine Aktivitäten ein.
Aus den Resten des alten Campo Grande AC wurde am 13. Juni 1940 der Club Sportivo Campo Grande ins Leben gerufen. Der neue Klub trat zunächst nur in Amateurmeisterschaften Rios an. Anfang der 1960er Jahre erfolgte die Professionalisierung.

## Herrenmannschaft
1962 gab Campo Grande sein Debüt in der obersten Spielklasse der Staatsmeisterschaft von Rio. Mit Ausnahme von 1965, 1985, 1988 und 1989 trat der Klub hier an. Bevor danach der sportliche Abstieg begann, qualifizierte sich der Klub über gute Platzierungen in der Staatsmeisterschaft für nationale Turniere. So bei der obersten Spielklasse Brasiliens. Hier gab man in der Copa Brasil 1979 sein Debüt. Durch Entscheidung der brasilianischen Militärregierung war das Teilnehmerfeld auf insgesamt 94 Mannschaften angehoben worden. Im Vorjahr waren es noch 74 Teilnehmer. Campo Grande trat in der Gruppe D gegen neun Gegner an. Bei seinem ersten Spiel empfing man América Mineiro und konnte mit einem 1:0–Sieg einen erfolgreichen Einstand feiern. Nachdem gegen jeden einmal gespielt worden war, zog der Klub als Gruppenzweiter in die zweite Runde ein. Danach schied man in der zweiten Runde in der Gruppe als Fünfter von Achten aus. Im Gesamtklassement reichte es für den 24. Platz. Bis einschließlich 1984 spielte der Klub im Anschluss in der Série A oder Série B. Danach nur noch ein Mal in der Segunda Divisão 1991.

### Herren Teilnahme an Fußballwettbewerben
| Wettbewerb                                 | Teilnahmen                                         |
| ------------------------------------------ | -------------------------------------------------- |
| Série A                                    | 03× – 1979, 1982, 1983                             |
| Série B                                    | 05× – 1980, 1981, 1982, 1984, 1991                 |
| Staatsmeisterschaft                        | 20× – 1962–1964, 1966–1984, 1986–1987, 1990–1995   |
| Staatsmeisterschaft Segunda Divisão        | 13× – 1965, 1985, 1988–1989, 1996–2003, 2006       |
| Staatsmeisterschaft Série B1 (dritte Liga) | 11× – 2004–2005, 2007–2011, 2013–2014, 2020, 2025– |
| Staatsmeisterschaft Série B2 (vierte Liga) | 05× – 2017–2019, 2023–2024                         |
| Staatspokal                                | 13× – 1991–1995, 1998, 2007–2009, 2014, 2019–2021  |

### Herren Erfolge
- Série B: 1982
- Staatsmeisterschaft von Rio de Janeiro – Segunda Divisão: 1985
- Staatsmeisterschaft von Rio de Janeiro – Série B2: 2024

## Frauenfußball
Für Campo Grande trat auch eine Damenmannschaft an. Dieses in der entsprechenden Staatsmeisterschaft der Frauen. Ein Bestand dieser Mannschaft ist nicht nachgewiesen.
2008 gewann die Mannschaft zum zweiten Mal nach 2004 die Staatsmeisterschaft. In der Saison qualifizierte dieser Titelgewinn zur Teilnahme am Copa do Brasil. Campo Grande trat in der ersten Runde des Copa do Brasil 2008 auf Atlético Mineiro. Konnte man im Hinspiel noche in 2:2 erreichen, unterlag das Team im Rückspiel mit 4:0 und schied aus dem Turnier aus.

### Frauen Teilnahme an Fußballwettbewerben
| Wettbewerb          | Teilnahmen                                        |
| ------------------- | ------------------------------------------------- |
| Copa do Brasil      | 1× – 2008                                         |
| Staatsmeisterschaft | mind. 7× – 1983, 1996, 2000–2001, 2004–2005, 2008 |

### Frauen Erfolge
- Staatsmeisterschaft von Rio de Janeiro: 2004, 2008